# Käina
Käina – okręg miejski w Estonii, w prowincji Hiuma, ośrodek administracyjny gminy Käina.